# Justicia para todos (serie de televisión)
Justicia para todos es una serie de televisión chilena producida por Promocine y emitida por Televisión Nacional de Chile desde 2003 hasta 2006. La serie está ambientada en la ciudad de Santiago y cada episodio recrea la actividad de dos abogados y su desempeño en distintos puestos de la Nueva Reforma Procesal chilena.

## Desarrollo
Justicia para todos” es una serie de ficción ambientada en la ciudad de Santiago, que recrea la actividad de dos abogados y su desempeño en distintos puestos de la Nueva Reforma Procesal chilena. Estos son: un fiscal adjunto, (Bastián Bodenhöfer) encargado de investigar los delitos, y un abogado de la Defensoría Pública, (Álvaro Escobar) cuyo trabajo se relaciona con la defensa de aquellas personas imputadas de un delito. 
Combinando información con entretención, “Justicia para todos” se presenta como una alternativa a las propuestas de ficción que se manejan en la televisión chilena actual. Cada capítulo, de alrededor de 50 minutos, será un ente cerrado, donde se seguirán los casos desde su inicio hasta la sentencia o el sobreseimiento de la causa. Lo anterior no implica que durante de los doce capítulos que dura la primera temporada de la serie, hurguemos en las relaciones que establecen los personajes entre ellos y con su entorno. Habrá romance, humor y mucha acción. 
Cada episodio de “Justicia para todos” se basará en un caso. La temática de estos casos variará, pero siempre estarán presentes temas que van desde la contingencia nacional –aquellos que despiertan interés público, como por ejemplo “tenencia de hijos”-, los de corte policial –homicidios o crímenes sin resolver- y los más livianos o peculiares, que ayuden a quitarle dramatismo a la serie y ponerle una cuota de humor y originalidad.
Llena de acción, originalidad y mucho dinamismo, “Justicia para Todos” es la serie más novedosa que haya visto la televisión chilena, y un nuevo aporte de TVN a su tarea de tocar temas contingentes y probar nuevas formas en su área de ficción.

## Personajes
- Bastián Bodenhöfer como Fiscal José Luis Orrego

- Aline Kuppenheim como Fiscal Rocío Castañeda

Un rostro bello y angelical, para una muchacha que encierra a un demonio. Sus secretos se fueron con ella a la tumba, sin embargo diez años después vuelven a reflotar.
Emilia fue una muchacha que influyó y marcó la vida de todos los que la rodearon, por lo que cada uno de ellos tenía un fuerte motivo para silenciarla con su muerte.
Estos secretos, las circunstancias en que murió y el nombre de su asesino, son los pilares de la serie.
Regresa tras 10 años a Chile para celebrar el cumpleaños número 28 de su hermana, en una fiesta que coincide con el décimo aniversario de la muerte de la misma.
Su verdadero objetivo es descubrir cuál de sus amigos cometió el asesinato, por lo que organiza una ostentosa fiesta en una casa en las afueras de la ciudad.
Poco a poco irá indagando en la razones que cada uno de sus invitados tenía para asesinar a Emilia, intentando llegar a la respuesta que busca, sin embargo Fernanda también tiene oscuros secretos que saldrán a la luz.
- Álvaro Escobar como Defensor Esteban Pérez

Puro instinto. 35 años, soltero, abogado locuaz, su vida entera está destinada a resolver los casos. Le da acción a la serie. Conoció la vida en las calles, no en los libros y menos en los diarios. Investiga por su cuenta y en terreno. De aspecto desgravado vive en un departamento en completo desorden. Tiene poca simpatía por los Fiscales, argumenta que tienen todo los medios y el poder para investigar y acusar muchas veces sin estar convencidos. Esteban es un desastre en relaciones amorosas, olvida las citas, llega atrasado y siempre está pensando en su trabajo. Lo único estable en su vida es la presencia de su papá y su inseparable amigo Kramer. Le encantan las mechadas con palta, los café con piernas y liberar a sus defendidos. Durante la serie, veremos su incapacidad para tener una pareja estable.
- Antonia Bravo como Defensora Ignacia Larraín

Es la compañera de Esteban Pérez. 27 años, recién titulada de abogado. Muy atractiva, de familia tradicional, deberá demostrarle a Esteban que sí puede ser una buena profesional. Sufre de depresión, y a medida que se desarrolla la serie, tendrá muchos altibajos en su vida tanto profesional como personal.

## Elenco

### Principales
- Bastián Bodenhöfer como José Luis Orrego (T1-T2)
- Aline Küppenheim como Rocío Castañeda (T1-T2)
- Álvaro Escobar como Esteban Pérez (T1-T2)

### Recurrentes
- Antonia Bravo como Ignacia Larraín (T1-T2)
- Gonzalo Muñoz Lerner como Juan Kramer (T1)
- Francisca Imboden como Bernardita Luco (T1)
- Pedro Villagra como Agustín Inostroza (T1)
- Jorge Yáñez como Eulogio Pérez (T1)
- Loreto Moya como Ximena Pandini (T1)
- Pablo Krögh como Juez (T1-T2)
- Patricia Velasco como Jueza (T2)
- Pablo Striano como Franco (T2)
- Claudia Pérez como Mariela Díaz (T1)
- María Paz Ercilla como Francisca Orrego (T1)

### Recurrentes e invitados especiales
- Alfredo Castro como Pablo Rencoret.
- Paulina García como Catalina Rencoret.
- Daniel Muñoz como Abel Retamal, defensor público
- Paulina Urrutia como Roberta García
- Alejandro Sieveking como Padre Facundo.
- Gloria Münchmeyer como Carla del Río.
- Francisco Reyes como Felipe Ortúzar.
- Francisco Melo como Germán, psiquiatra.
- Osvaldo Silva como Mario Morris, ministro
- Alejandro Goic como Luis Riquelme/ Carlos Castro (T1-T2)
- Ariel Mateluna como Jaime Rencoret.
- Marcial Tagle como Manuel Rivera.
- Fernanda Urrejola como Mónica Ríos.
- Sebastián Dahm como Pedro Hernández.
- Grimanesa Jiménez como La Viuda.
- Esperanza Silva como Thelma Spencer (temporada 1) y como Tamara Menotti (temporada 2).
- Dayana Amigo como Ana Larrain (temporada 1) y como Marcela (temporada 2).
- Tito Bustamante como Fernando Larrain, abogado y padre de María Ignacia.
- Sergio Madrid como Heriberto Ortúzar.
- Hernán Vallejo como abogado de Heriberto Ortúzar y de Mario Morris (temporada 1) y como Don Pompeyo (temporada 2)
- Gabriela Medina como Josefina Faúndez.
- Sergio Freire como Omar Carimán.
- Angélica Neumann como Laura.
- Catalina Guerra como Rebeca.
- Luis Dubó como Edwin Chamorro.
- Cristián García-Huidobro como Max Durán.
- Cristina Peña y Lillo como Isabel Mardones del Río.
- María José Necochea como amiga de Isabel Mardones.
- Otilio Castro como conserje del edificio de Isabel.
- Katyna Huberman como Cecilia.
- Pablo Cerda como Alex.
- Juan Pablo Ogalde como "Camilo Guajardo".
- Julio Milostich
- Aldo Parodi
- Pedro Vicuña como El Tío.
- Luis Wigdorsky Jr. como Juez.
- Luis Wigdorsky Sr. como Don Willy, jefe de Orrego.
- Jacqueline Boudón como Rosa.
- Isis Kraushaar como Rebeca Zúñiga.
- Omar López como el Tiburón Osses.
- Emilio Gaete como Senador.

- Datos: Q5791421